# مريم خانم
مريم خانم (بالفارسية: مریم خانم یهودی) كانت عقيلة الملك آغا محمد خان القاجاري، ثم أصبحت القرينة الملكية التاسعة والثلاثين لابن أخيه وخليفته فتح علي شاه القاجاري.